# Saldeana
Saldeana és un municipi de la província de Salamanca a la comunitat autònoma de Castella i Lleó. Limita amb Villasbuenas a l'Est, Cerralbo al Sud, amb Bermellar a l'Oest i Barruecopardo al Nord.

## Demografia
| 1991 | 1996 | 2001 | 2004 |
| ---- | ---- | ---- | ---- |
| 227  | 197  | 163  | 156  |